# Oleo (Grant Green)
Oleo è un album di Grant Green, pubblicato dalla Blue Note Records nel 1980. Il disco fu registrato il 31 gennaio del 1962 al Van Gelder Studio di Englewood Cliffs, New Jersey (Stati Uniti).

## Tracce
Lato A
1. Oleo – 5:36 (Sonny Rollins)
2. Little Girl Blue – 7:12 (Lorenz Hart, Richard Rodgers)
3. Tune Up – 7:17 (Miles Davis)

Lato B
1. Hip Funk – 8:37 (Grant Green)
2. My Favorite Things – 8:29 (Oscar Hammerstein II, Richard Rodgers)

Edizione CD del 2014, pubblicato dalla Blue Note Records (UCCQ-5019)
1. Oleo – 5:36 (Sonny Rollins)
2. Little Girl Blue – 7:12 (Lorenz Hart, Richard Rodgers)
3. Tune Up – 7:17 (Miles Davis)
4. Hip Funk – 8:37 (Grant Green)
5. My Favorite Things – 8:29 (Oscar Hammerstein II, Richard Rodgers)
6. Oleo – 6:00 (Sonny Rollins) – Bonus Track - Alternate Take

## Musicisti
- Grant Green - chitarra
- Sonny Clark - pianoforte
- Sam Jones - contrabbasso
- Louis Hayes - batteria